# Мобілізм

Розкол Пангеї на сучасні континенти

Мобілі́зм (англ. mobilism, нім. Mobilismus m) — наукова гіпотеза, що передбачає великі (до декількох тис. км) горизонтальні переміщення великих брил земної кори (і літосфери в цілому) відносно одна одної і щодо полюсів протягом геологічного часу. Мобілізм протиставляється концепції фіксизму, згідно з якою континенти залишалися в незмінному положенні протягом всього геологічного часу.
Терміни «мобілізм» і «фіксизм» запропонував швейцарський геолог Е. Арган у 1924 році. Науково розроблену теорію мобілізму сформулювали американський учений Ф. Тейлор та німецький геофізик А. Вегенер у 1910—1912 роках. (теорія дрейфу материків). Сучасний варіант мобілізму (тектоніка плит, або нова глобальна тектоніка) значною мірою базується на результатах вивчення рельєфу дна, магнітних аномалій порід дна океанів і на даних палеомагнетизму. Як можливі причини горизонтальних переміщень материків і літосферних плит вказуються підкіркові течії, що викликані нерівномірним розігріванням глибинних шарів Землі (теплова конвекція), розділення речовини мантії за густиною (гравітаційна диференціація, хіміко-щільнісна конвекція) і зміни радіуса Землі (зокрема розширення, що супроводжується розривом і розсуванням материків).